# یاتان
 یاتان  روستایی است از توابع بخش نوبران شهرستان ساوه در استان مرکزی ایران.

## جمعیت
این روستا در دهستان کوهپایه قرار دارد و براساس سرشماری مرکز آمار ایران در سال ۱۳۹۵، جمعیت آن ۹۹۳ نفر (۳۳۱ خانوار) است. همچنین جمعیت یاتان در سرشماری مرکز آمار ایران در سال ۱۳۸۵، ۷۶۶ نفر (۲۱۸ خانوار) بوده است.